# Instituto de Teatro y Cine Lee Strasberg
El Instituto de Teatro y Cine Lee Strasberg (en inglés: Lee Strasberg Theatre and Film Institute) es una prestigiosa escuela de actuación estadounidense fundada en 1969 por el actor, director y renombrado profesor de interpretación Lee Strasberg. El instituto está ubicado en Union Square, en la Calle 15 Este de la ciudad de Nueva York, también conocida como Lee Strasberg Way. La escuela tiene un campus secundario ubicado en el 7936 de Santa Monica Boulevard, en West Hollywood, Los Ángeles, California.
Durante más de 40 años, el Instituto se ha asociado con la Tisch School of the Arts de New York University, donde los estudiantes pueden obtener una licenciatura en Bellas Artes. El Instituto está actualmente bajo la dirección artística de Anna Strasberg, la viuda de Lee Strasberg. En particular, los estudiantes del Lee Strasberg Theatre & Film Institute aprenden el Método de actuación, una técnica de actuación creada y desarrollada por Lee.

## Historia
En 1931, Lee Strasberg cofundó el Group Theatre, considerado como «el primer verdadero colectivo teatral de Estados Unidos», junto a sus compañeros directores Harold Clurman y Cheryl Crawford. En 1951, se convirtió en director del Actors Studio en la ciudad de Nueva York, considerada «la escuela de actuación más prestigiosa del país», y, en 1966, participó en la fundación del Actors Studio West en Los Ángeles.
Después de casi cinco décadas de impartir clases privadas y guiar a generaciones de actores hacia el éxito en el Actors Studio, Lee Strasberg estableció su propia escuela en 1969, abierta a todos aquellos interesados en aprender «El Método». Años más tarde, un regalo sorpresa de su esposa Anna Strasberg establecería las sedes permanentes de los Institutos de Cine y Teatro Lee Strasberg tanto en Nueva York como en Los Ángeles. Ambas escuelas se erigen hoy en día como buques insignia en sus comunidades.